# Luciano Lai
| 7144 Dossobuono | 20 maggio 1996 |

Luciano Lai (1948) è un astronomo italiano.
Ha fondato gli osservatori di Dossobuono e di Cavriana
Il Minor Planet Center gli accredita la scoperta di tredici asteroidi effettuate tra il 1995 e il 1999.
Gli è stato dedicato l'asteroide 11100 Lai.